# Dactylorhiza conigera
Dactylorhiza conigera là một loài thực vật có hoa trong họ Lan. Loài này được (Norman) ined. mô tả khoa học đầu tiên.